# Allan J. Baker
Allan John Baker (* 9. Juli 1943 in Westport, Neuseeland; † 20. November 2014) war ein kanadischer Ornithologe neuseeländischer Herkunft. Er befasste sich mit der Populationsgenetik, der Molekularsystematik und der Biogeographie von Vögeln, jedoch auch mit Säugetieren und Fischen.

## Leben
Baker wuchs auf einer Farm in der Nähe von Collingwood, Golden Bay, Neuseeland, auf. Er erhielt 1965 ein Lehrdiplom und erwarb 1966 einen Bachelor of Science in Wirbeltierökologie und Evolution an der University of Canterbury in Christchurch. Nachdem er ein Jahr an einer High School als Lehrer tätig gewesen war, kehrte er an die University of Canterbury zurück, wo er 1969 mit der Arbeit The comparative biology of New Zealand oystercatchers zum Master of Science graduierte. Im Jahr 1972 wurde er an derselben Universität mit der Dissertation Systematics and affinities of New Zealand oystercatchers über die Ökologie und Evolution von Austernfischern unter der Leitung von John Warham (1919–2010) zum Ph.D. promoviert. Im selben Jahr zog er nach Kanada, wo er als Assistenzkurator der ornithologischen Abteilung am Royal Ontario Museum in Toronto eingestellt wurde. Im Jahr 1976 wurde er stellvertretender Kurator und Leiter der ornithologischen Abteilung. Im Jahr 1995 wurde er Direktor des Centre for Biodiversity and Conservation Biology und 2004 Leiter der Abteilung für Naturgeschichte am Royal Ontario Museum. Im Jahr 1981 wurde er zum Chefkurator befördert.
Baker leitete ein DNA-Labor am Royal Ontario Museum und war Professor für molekulare Evolution an der Abteilung für Ökologie und Evolution der University of Toronto. Seine Forschungsgruppe für molekulare Evolution und Systematik wurde vom Natural Sciences and Engineering Research Council of Canada, der National Science Foundation, der Organisation Genome Canada, dem WWF und dem Vorstand des Royal Ontario Museum gefördert. Im Laufe seiner Karriere hat er 39 Doktoranden und Post-Docs ausgebildet, von denen viele akademische Positionen an Universitäten auf der ganzen Welt innehaben. Er war Mitherausgeber der Zeitschriften The Auk und Systematic Biology und war Redaktionsmitglied bei der Zeitschrift BMC Evolutionary Biology.
Allan war Co-Vorsitzender des Lenkungsausschusses der All Birds Barcoding Initiative (ABBI), deren Ziel es ist, alle lebenden Vogelarten der Welt mit eindeutigen DNA-Sequenzen zu identifizieren.
Baker war Mitglied im International Ornithological Committee, wo er ab 1986 Symposien organisierte und Vorträge hielt. Er hat über 180 Artikel in wissenschaftlichen Zeitschriften veröffentlicht und im Jahr 2000 das Buch Molecular Methods In Ecology über molekulare Ökologie herausgegeben. Seine Themen befassten sich unter anderen mit den Mustern und Prozessen der Differenzierung in eingeführten Vogelpopulationen, der kulturellen Evolution des Vogelgesangs, der Molekulargenetik und Phylogeographie von Küstenvögeln sowie der Populationsstruktur und Phylogenie von Papageien bis hin zu Seevögeln.
Bakers Forschungsarbeiten konzentrierten sich auf die Rekonstruktion des Stammbaums der Vögel mit Hilfe molekularer Marker und die anschließende Kartierung anderer biologischer Merkmale wie dem Lebenszyklus, dem Verhalten, der geografischen Verbreitung und Ökologie auf dem Stammbaum. Neben der Erforschung der Entwicklung der biologischen Vielfalt befasste er sich auch intensiv mit dem Schutz von Küsten-Zugvögeln, deren Bestände weltweit im Rückgang begriffen sind.
Zusammen mit Theunis Piersma von der Universität Groningen in den Niederlanden war er Mitbegründer des Global Flyway Network, einem Forschernetzwerk, das einen Frühwarndienst zur Identifizierung gefährdeter Küsten-Zugvögel einrichtete.

## Auszeichnungen
Im Jahr 2006 erhielt Baker den Doris Huestis Speirs Award der Society of Canadian Ornithologists für herausragende Beiträge zur kanadischen Ornithologie. Im Jahr 2007 wurde er mit der Brewster Medal der American Ornithologists’ Union ausgezeichnet.